# Stinus Lindgreen
Stinus Lindgreen (9 de agosto de 1980, em Lyngby-Taarbæk) é um cientista e político dinamarquês, membro do Folketing pelo Partido Social Liberal. Ele foi eleito para o parlamento na eleição de 2019.